# Classe Colossus (nave da battaglia 1910)
La classe  Colossus fu una classe di due navi da battaglia dreadnought costruite dalla Royal navy alla fine del primo decennio del XX secolo, le ultime a montare cannoni da 305 mm di calibro. Le navi gemelle, HMS Hercules e HMS Colossus passarono tutta la loro carriera assegnate alla Home e Grand Fleet, servendo spesso come ammiraglie. Oltre alla partecipazione nella battaglia dello Jutland nel maggio 1916 e all'inconclusiva azione del 19 agosto successivo, il suo servizio durante la prima guerra mondiale consistette soprattutto in pattugliamenti di routine e addestramenti nel Mare del Nord.
La classe fu dichiarata obsoleta alla fine della guerra e fu messa in riserva. La Hercules fu venduta per la demolizione nel 1921. La Colossus fu usata come nave scuola per un breve periodo, fu ridotta ad un pontone nel 1923 e demolita nel 1928.

## Progetto e descrizione
La bozza del programma navale 1909-1910 includeva due corazzate e un incrociatore da battaglia, ma fu in seguito modificata a sei corazzate e due incrociatori a causa della pressione dell'opinione pubblica sul governo dovuta alla corsa al riarmo navale dell'impero tedesco. Le due corazzate originarie formarono la classe  Colossus che proponeva una versione migliorata della HMS Neptune. Il 19 novembre 1908 il contrammiraglio Sir John Jellicoe, Terzo Lord del Mare, propose alcune modifiche che avrebbe voluto approntare al progetto della Neptune per le nuove navi. Voleva ridistribuire la corazzatura dalle parti non sottoposte al fuoco nemico a quelle più esposte e montare dei tubi lanciasiluri da 533 mm invece dei 450 mm; il numero di siluri immagazzinati doveva essere aumentato anch'esso. Spinto da un consiglio dell'ammiraglio Francis Bridgeman, comandante in capo della Home Fleet, Jellicoe voleva eliminare l'albero maestro e trasferire tutte le funzioni della coffa d'avvistamento ad una torre d'avvistamento posta sopra la torre di comando. Il contrammiraglio Reginald Bacon, Director of Naval Ordnance (DNO), rispose che le coffe sugli alberi dovevano essere mantenute. Jellicoe voleva anche aumentare il dislocamento rispetto alla Neptune, ma senza che le nuove navi costassero di più, fatto che pose molte limitazioni a sir Philip Watts, Director of Naval Construction (DNC).

La Revenge (sinistra) and Hercules (destra) in rotta verso la battaglia dello Jutland, 31 maggio 1916, mostrano come la coffa d'avvistamento della seconda potesse essere completamente circondate dal fumo del fumaiolo.

Il DNC si oppose alla perdita dell'albero maestro perché pensava fosse importante per supportare un picco di carico per imbarcazioni minori, ma fu travolto dall'ammiragliato che preferiva il posizionamento dell'albero a tripode prodiero dietro al fumaiolo anteriore con le gambe del tripode verso prua per permettere che il picco di carico fosse assicurato alla gamba verticale. Questo posizionamento rendeva le coffe inabitabili a causa dei fumi esausti bollenti che fuoriuscivano dai fumaioli. L'altezza ridotta del fumaiolo riempiva anche la plancia di fumo, fino a quando fu alzato nel 1912, fatto che peggiorò il problema della coffa d'avvistamento. La decisione di porre le torrette laterali più vicine peggiorò ulteriormente il problema dato che, riducendo lo spazio della sala caldaie poppiera, obbligava il fumaiolo prodiero a convogliare il fumo di dodici caldaie contro le sei di quello più a poppa.
Tutte e otto le unità maggiori del programma 1909–1910 ebbero la stessa disposizione di alberi e fumaioli. Solo i due incrociatori da battaglia ebbero le posizioni dell'albero prodiero e del fumaiolo scambiate, ad un costo molto elevato. David K. Brown, ingegnere navale e storico, commentò a proposito del fiasco: "È assurdo pensare quanto ci sia voluto per raggiungere una disposizione ottimale, tutto a causa dell'insistenza del DNO sulle coffe d'avvistamento sopra  a torrette e all'ossessione di Jellicoe per le soluzioni per la messa in acqua di lance. Questi layout insoddisfacenti ridussero la potenza di fuoco, la protezione contro i siluri e probabilmente alzarono i costi. Come DNO e poi Terzo Lord del Mare, Jellicoe deve accettare molta della colpa per la progettazione sbagliata di queste navi."
Come nella Neptune, le torrette laterali della classe Colossus erano messe sfalsate così da poter sparare con tutte e cinque le torrette, anche se in pratica il danno dovuto allo sparo arrecato alle sovrastrutture e alle lance rendeva questa ipotesi praticabile solo in caso d'emergenza. Il progetto ripeté anche la disposizione delle lance su travi sopra le due torrette laterali per ridurre la lunghezza della nave. Se però le travi fossero state danneggiate in combattimento sarebbero potute cadere sulla torretta, bloccandone il movimento. Il ponte di comando e la plancia della bussola erano situati sopra la torre di comando, che rischiava similmente di venire oscurata in caso di collasso del ponte.
Le Colossus avevano una lunghezza fuoritutto di 166,3 m, un baglio massimo di 26,4 m per la Hercules e di 26 m per la Colossus e un pescaggio di 8,2 m. Dislocavano 20 350 t con carico normale e 23 639 t a pieno carico. Nel 1911 l'equipaggio era di 751-778 tra ufficiali e marinai e di 791 nel 1916.
Le navi erano propulse da due set di turbine a vapore Parsons. La classe Colossus fu la prima ad avere tre sale macchine. Gli alberi motore esterni erano accoppiati con le turbine ad alta pressione nelle due sale macchine esterne mentre i due alberi centrali erano accoppiati alle turbine di bassa pressione nella sala macchine centrale. Le turbine utilizzavano il vapore prodotto da 18 caldaie a tubi d'acqua che lavoravano alla pressione di 1 620–1 655 kPa. La potenza all'asse delle turbine era di 19 000 kW per poter spingere le navi alla velocità massima di 21 nodi. Durante le prove in mare le navi superarono di poco la velocità e potenza di progetto. Le navi della classe  Colossus avevano un'autonomia di 6 680 miglia nautiche alla velocità di crociera di 10 nodi dovuta alle due 947 t di carbone trasportate e alle addizionali 813 t di olio combustibile da spruzzare sul carbone per aumentarne la combustione.

### Armamento e corazzatura

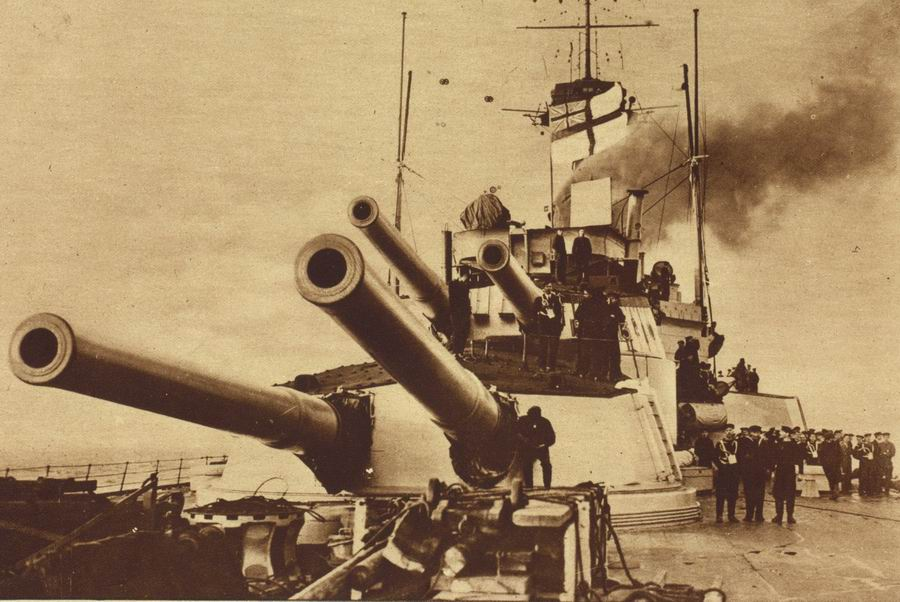
Torretta poppiera della Hercules

La classe Colossus era equipaggiata con dieci cannoni 305/50 Mark XI in cinque torrette idrauliche binate, tre sull'asse di simmetria e due laterali. Le torrette centrali erano chiamate 'A', 'X' e 'Y', da prua a poppa, e le torrette di sinistra e dritta erano designate rispettivamente 'P' e 'Q'. I cannoni avevano un alzo massimo di +20° che permetteva una gittata massima di 19 400 m. Lanciavano proietti da 386 kg alla velocità di 861 m/s alla volata con la cadenza di due bordate al minuto. Le navi trasportavano 100 proietti per cannone.
L'armamento secondario consisteva in sedici cannoni da 102 mm Mark VII. Dieci erano montati sulla sovrastruttura prodiera e sei in quella poppiera su affusti singoli. Questi cannoni avevano un alzo massimo di +15° che gli forniva una gittata massima di 10 400 m. Sparavano proiettili da 14,1 kg a 860 m/s. Erano forniti di 150 proiettili per cannone. Erano in dotazione anche quattro cannoni a salve da 47 mm in funzione cerimoniale. Le navi erano equipaggiate con tre tubi lanciasiluri sommersi da 533 mm, uno su ogni fiancata e uno a poppa, con 18 siluri immagazzinati.
Le navi erano protette da una cintura corazzata in acciaio cementato Krupp spessa 279 mm tra le barbette e che si riduceva a 64 mm in corrispondenza  alla cittadella, ma che non raggiungeva la prua e la poppa. Questo le rese le prime corazzate dal 1893 a non avere una cintura corazzata completa al galleggiamento. la cintura si estendeva 0,8 metri al di sopra del galleggiamento e 1,7 m al di sotto dove si riduceva a 203 mm sul margine inferiore. Sopra di essa c'era un corso di fasciame rinforzato spesso 203 mm. La paratia obliqua di prua da 102 mm connetteva la barbetta più a prua con la corazzatura del fianco. Similmente, La paratia poppiera connetteva la cintura corazzata alla barbetta più a poppa, anche se questa era spessa 203 mm. Le tre barbette sull'asse erano protette da una corazzatura di 254 mm sopra il ponte e 203 mm sotto di esso. Le barbette laterali erano simili se non per il fatto che avevano una corazzatura da 279 mm all'esterno. Le torrette dei cannoni avevano la corazza frontale ed i lati da 279 mm la protezione del tetto era spessa 76 mm.
I tre ponti protetti erano spessi da 38 a 102 mm con lo spessore maggiore fuori dalla cittadella corazzata principale. Il fronte e lati della torre di comando erano protetti da piastre da 279 mm anche se il retro e la copertura erano rispettivamente solo di 203 mm e 76 mm. La torre di controllo dei siluri di poppa aveva i lati di 76 mm di spessore e la copertura di 51 mm. Per cercare di diminuire il peso le navi della classe Colossus avevano lo schema di protezione subacquea uguale alla HMS Dreadnought e le loro paratie antisiluro proteggevano solo le polveriere e i magazzini degli armamenti, anche se avevano uno spessore massimo di 76 mm.

### Sistema di puntamento
La postazione di rilevamento per l'armamento principale era collocata sulle coffe d'avvistamento in testa all'albero prodiero, ma le torrette potevano rilevare i bersagli autonomamente in caso di avarie. I dati di distanza, direzione e velocità del nemico erano rilevati da un telemetro a coincidenza Barr and Stroud da 2,7 m ed erano inseriti nel calcolatore meccanico Dumaresq e trasmessi elettricamente al Vickers range clock (cronoindicatore meccanico) situati nelle sale di controllo del tiro poste al di sotto del ponte principale, dove erano convertiti in dati di gittata e deflessione trasmessi poi alle torrette. I dati del bersaglio erano graficamente annotati su un piano di tracciatura per aiutare l'ufficiale di tiro a seguire i movimenti del bersaglio. Le torrette, le sale di controllo del tiro e le posizioni di rilevamento potevano essere connesse in vario modo per garantire la ridondanza del sistema in caso di danni. Nel 1912 fu aggiunto un altro telemetro da 2,7 m che fu posto nella parte poppiera della plancia della bussola. Nel tardo 1914 furono aggiunti altri telemetri da 2,7 m sulle torrette, protetti da coperture corazzate.
La tecnologia dei sistemi di puntamento evolse molto rapidamente tra la costruzione delle Colossus e l'inizio della prima guerra mondiale e lo sviluppo più importante fu l'apparecchio di punteria generale (APG). Questo consisteva in una colonna di punteria dotata di un teodolite binoculare da cui si osservava il bersaglio per scegliere il momento di sparo al momento prescelto della rollata della nave e che elettricamente inviava dati di tiro da eseguire alle torrette.l'APG faceva sparare i cannoni simultaneamente aiutando così ad osservare gli spruzzi dei proiettili e a minimizzare gli effetti della rollata sulla dispersione dei proiettili. La data esatta dell'installazione, nella plancia della bussola, dell'APG sulle Colossus non è noto, ma sicuramente per il dicembre 1915 entrambe le navi erano equipaggiate col sistema.
Un altro sviluppo importante fu la Dreyer Table (tavola per il controllo del tiro) che raggruppava i vari strumenti per il tiro, il Dumaresq ed il range clock nelle sale di controllo del tiro. La Hercules fu probabilmente equipaggiata con un prototipo del sistema quando il suo inventore, il capitano Frederic Dreyer, fu assegnato alla nave alla fine del 1911. La nave mantenne questo strumento almeno fino al febbraio 1916, anche se fu poi sostituito da una Dreyer Table Mark I nel 1918. La Colossus ricevette una Mark I all'inizio del 1916.

#### Modifiche
Nel 1913-1914 un telemetro piccolo fu posto sulla copertura della torretta 'X' e furono aggiunte schermature ai cannoni da 102 mm della sovrastruttura prodiera sulla Hercules. All'inizio della guerra, nell'agosto 1914, furono installati un paio di cannoni contraerei da 76 mm. Nel dicembre 1915 un sistema di puntamento fu installato nella parte poppiera della plancia della bussola sulla Hercules e sulla plancia sotto la coffa d'avvistamento sulla Colossus. Circa 51 t di corazzatura furono aggiunte al ponte dopo la battaglia dello Jutland. Nello stesso periodo furono rimossi quattro cannoni da 102 mm dalla sovrastruttura poppiera. Dall'aprile 1917 le navi  furono equipaggiate con due cannoni singoli da 76 e 102 mm contraerei e il gruppo prodiero di cannoni da 102 mm fu protetto da casematte. Il tubo lanciasiluri poppiero fu rimosso nel 1917-1918 e nel 1918 fu montato un telemetro per angoli elevati sulla coffa d'avvistamento. La Hercules non ebbe ulteriori modifiche prima della sua vendita, ma la Colossus ebbe i cannoni contraerei rimossi nel 1919-1920 e alcuni cannoni da 102 mm furono eliminati durante il raddobbo del settembre-ottobre 1921. In aggiunta, alcuni macchinari furono rimossi durante il raddobbo per demilitarizzare la nave in accordo col trattato navale di Washington.

## Navi
| Nave         | Costruttore                   | Impostazione   | Varo           | Entrata in servizio | Costo       |
| ------------ | ----------------------------- | -------------- | -------------- | ------------------- | ----------- |
| HMS Colossus | Scotts Shipbuilding, Greenock | 8 luglio 1909  | 9 aprile 1910  | 8 agosto 1911       | 1 672 102 £ |
| HMS Hercules | Palmers Shipbuilding, Jarrow  | 30 luglio 1909 | 10 maggio 1910 | 31 luglio 1911      | 1 661 240 £ |